# Associação Portuguesa de Desportos (Frauenfußball)
Die Frauenfußballabteilung des Sportvereins Associação Portuguesa de Desportos (Spitzname „Lusa“) aus São Paulo ist aktuell eines der Erstligateams in Brasilien.

## Geschichte
Die Frauenfußballabteilung von Portuguesa wurde anlässlich der Etablierung der Staatsmeisterschaft von São Paulo im Jahr 1997 gegründet und besteht seither ohne Unterbrechung. Weil es die ersten drei Jahre seines Bestehens von der Privatschule Faculdades Sant’Anna (heute die Universidade Sant’Anna) gesponsert wurde, ist das Team in jener Zeit unter der Bezeichnung „Lusa Sant’Anna“ aufgelaufen. Unter der Übungsleitung von Wilson „Wilsinho“ de Oliveira Riça, der 1999 kurzzeitig auch die Frauennationalmannschaft trainiert hat, zählte die Mannschaft bis in die Zeit nach der Jahrtausendwende zu den Spitzenkräften im Frauenfußball Brasiliens. Neben drei Staatsmeisterschaften steht der Gewinn des von der CBF in Uberlândia ausgetragenen Meisterschaftsturniers nach einem 4:0-Sieg über Palmeiras São Paulo am 13. Februar 2000 zu Buche. Bekannte Vereinsaktive jener Zeit waren unter anderen die Nationalspielerinnen Marisa, Tânia Maranhão, Maycon und Formiga.
In den Jahren nach der Jahrtausendwende verlor Portuguesa den Anschluss an die Spitzenklasse, führte den Spielbetrieb seines Frauenteams aber kontinuierlich weiter. Von 2014 bis 2016 nahm er an den Spielzeiten der brasilianischen Meisterschaft teil. Zur Saison 2017 konnte er in der neu etablierten zweiten Liga (Série A2) antreten, dort die Vizemeisterschaft erreichen und damit den Aufstieg in die erste Liga vollenden.

## Erfolge
| Taça Brasil                       | (1×): | 2000       |
| Staatsmeisterschaft von São Paulo | (2×): | 1998, 2000 |